# Kasteel Printhagen

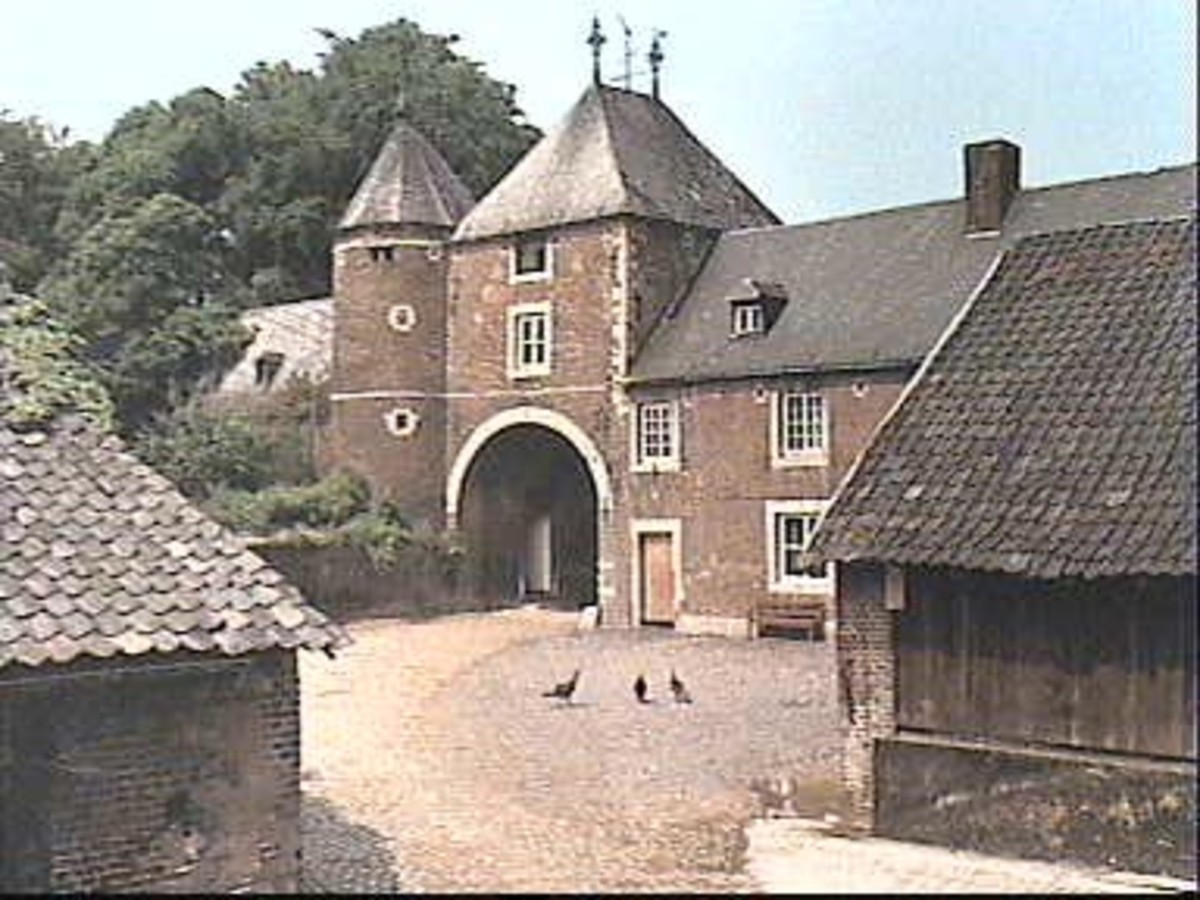
Kasteelhoeve Printhagen

Kasteel Printhagen is een kasteel met bijbehorende hoeve, gelegen nabij het gehucht Herbroek aan de Printhagendreef 2 en 4 te Kortessem.

## Geschiedenis
Printhagen was een kleine vrije heerlijkheid. Reeds in 1273 werd ene Raso van Houte vermeld, die heer was van het kasteel en goed te Cortessem. Hij wordt samen in een oorkonde met Willem van Printhagen als zodanig vermeld als bloedbroeders. Willem van Printhagen was afkomstig uit Beek, Nederland. Zijn zwager was met Aleidis van Houte (Van Cortessem) gehuwd. Als Raso zonder kinderen overlijdt gaat het kasteel en goed naar Gerardus van Printhagen de zoon van Willem  en vanaf die tijd wordt het kasteel Printhagen genoemd. In 1276 wordt het leen omgezet naar eigendom door de Heer van Horne. Bron Regesten van Roermond en schenking aan Aldenbiesen. In 1562 kwam het goed aan de familie Van Blitterswijk, in 1619 aan de familie Van Rheede, omstreeks 1700 aan Van Pietersheim en in 1772 aan Bormans. In 1819 kocht Felix Bouhaye het landgoed.

## Gebouw

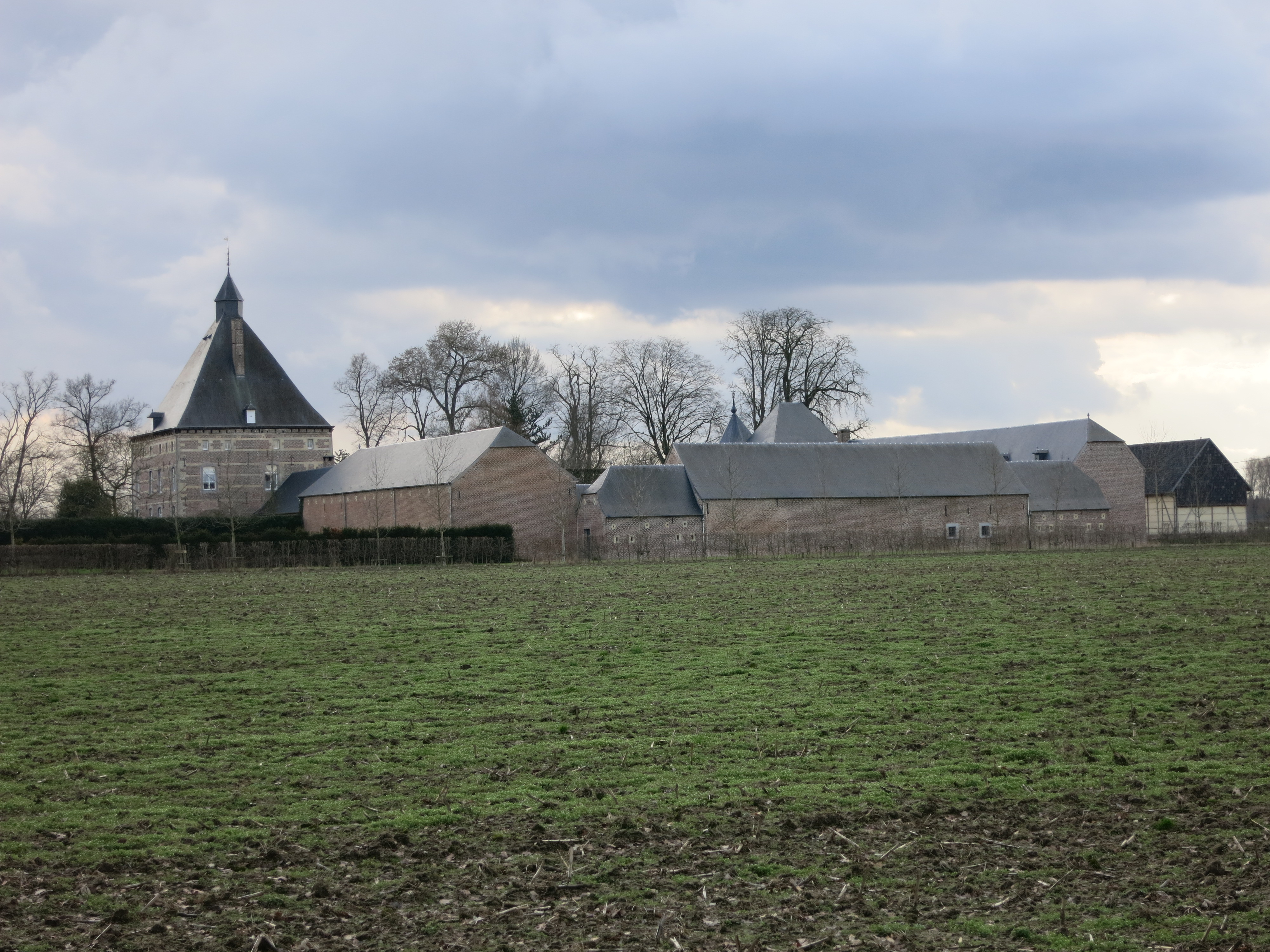

Het huidige kasteel heeft een vierkante woontoren onder een hoog tentdak. Deze toren is in Maaslandse renaissancestijl en de kern ervan stamt uit de eerste helft van de 17e eeuw. De toegangspoort, trappenhuis en stucwerk zijn 18e-eeuws (ongeveer 1760). Het geheel is uitgevoerd in baksteen met mergelstenen afwerking. Het interieur is in rococostijl, eind 18e eeuw.
Aan het kasteel is een hoeve vastgebouwd, bestaande uit een aantal 18e- en 19e-eeuwse bedrijfs- en dienstgebouwen, waaronder een duiventil.
Het kasteel is gelegen in een Engels landschapspark.